# Хамарансари
Хамарансари (Хамарансаари, фин. Hamaransaari — «сумеречный остров») — небольшой остров в Ладожском озере. Относятся к группе западных Ладожский шхер. Территориально относится к Лахденпохскому району Карелии.
После отделения Финляндии от России в 1917 году остров как и весь залив оказался на территории Финляндии. В 1940 году после Советско-Финской войны присоединён к СССР. Во время Великой Отечественной войны перешёл в руки финнов. На острове финскими военными в это время был сооружён наблюдательный пункт. В 1945 году остров окончательно закреплён за СССР.
На острове установлен крест.